# Sekwestracja dwutlenku węgla z wykorzystaniem glonów

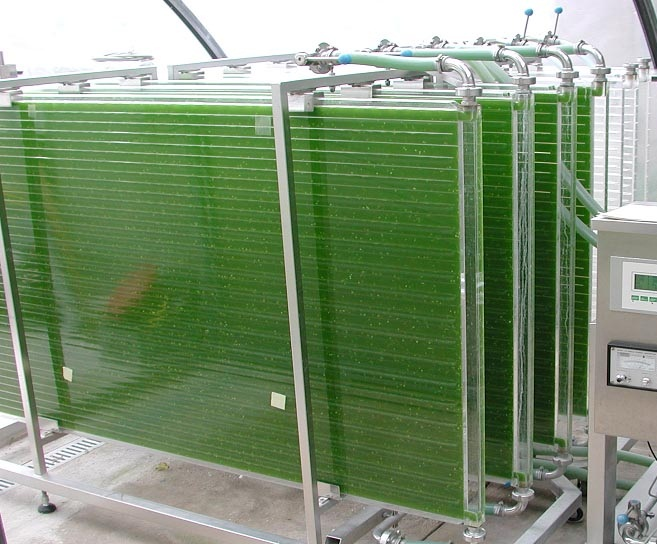
Bioreaktor z glonami

Sekwestracja dwutlenku węgla z wykorzystaniem glonów (ang. algae based carbon capture) to technologia wykorzystywania dwutlenku węgla ze spalin do wzrostu glonów w celu ograniczenia jego emisji do atmosfery. W przeciwieństwie do większości proponowanych technik sekwestracji dwutlenku węgla, zakłada produkcję biomasy, która następnie może być wykorzystywana jako substrat w procesach produkcji biopaliw i innych komercyjnych produktów; a nie jej składowanie. Tym samym technologia ta pomija problemy związane z niestabilnością składowanego węgla oraz oprócz ekonomicznie uzasadnionej redukcji emisji CO2, pozwala na uzyskanie przychodu ze sprzedaży lub wykorzystania in situ końcowych produktów procesu.

## Proces
Hodowla biomasy glonowej może przebiegać w systemach otwartych – zbiornikach, basenach lub jeziorach, lagunach oraz zamkniętych – fotobioreaktorach (PBR): panelowych, cylindrycznych lub kolumnowych. Zasadniczymi czynnikami ograniczającymi wzrost biomasy są: dostępność soli mineralnych, stężenie dwutlenku węgla, dostęp do światła i wody oraz pH. Do głównych substancji odżywczych zaliczamy azot, fosfor, żelazo oraz krzem. Najczęściej wykorzystywane baseny mają kształt toru wyścigowego (ang. raceway pond) i są wyposażone w łopatki wymuszające ruch biomasy glonowej, zapewniając równomierne oświetlenie i efektywny wzrost. W celu wydajnego wykorzystania promieniowania słonecznego, głębokość powinna mieścić się w granicach 0,3 m. Dostarczanie dwutlenku węgla i substancji odżywczych powinno odbywać się w sposób ciągły. Stosowanie systemu zamkniętego daje korzyści takie jak: pełna kontrola nad parametrami procesu, takimi jak temperatura, dyfuzja, czy ciśnienie. PBR zajmuje także mniejszą powierzchnię i pozwala na otrzymanie produktu o większej czystości. System otwarty jest natomiast tańszy i prostszy, ale nie pozwala na pełną kontrolę nad procesem – zwłaszcza parowaniem i dyfuzją CO2.
Potencjalnie instalacja może pełnić dodatkową funkcję buforowego zbiornika wody dla nieposiadających go elektrowni zlokalizowanych przy rzekach, zwiększając bezpieczeństwo energetyczne.

### Charakterystyka niektórych glonów i sinic[3][4]
Niektóre gatunki preferują kwaśne środowisko wzrostu (np. Galderia sp., Viridella sp.) i tym samym lepiej znoszą wysokie stężenia CO2, inne preferują odczyn obojętny (np. Chlorococcum, Synechococcus lividus). Glony o najkrótszym okresie podwojenia biomasy generalnie cechują się największą wydajnością. Wykorzystanie gatunków termofilnych redukuje koszty chłodzenia spalin, a niektóre termofile produkują rzadkie metabolity wtórne, co wpływa pozytywnie na opłacalność całego procesu. Także biorąc pod uwagę ograniczający wpływ warunków klimatycznych i pogodowych w klimacie umiarkowanym, zastosowanie gatunków termofilnych w połączeniu z recyklingiem odpadowego ciepła potencjalnie mogłoby pozwolić na wydłużenie sezonu wegetacyjnego hodowli.
| Nazwa                 | Zakres temperatur [°C] | tolerowane pH | Czas podwojenia biomasy [h] | Cechy |
| --------------------- | ---------------------- | ------------- | --------------------------- | --- |
| Chlorococcum sp.      | 15-27                  | 4-9           | 8                           | Wysoka zdolność wiązania CO2, możliwa hodowla o dużej gęstości                                                                  |
| Chlorella sp.         | 15-45                  | 3-7           | 2,5-8                       | Duża tolerancja na temperaturę, Szybki wzrost                                                                                   |
| Euglena gracilis      | 23-27                  | 3             | 24                          | Wysoka zawartość aminokwasów, łatwostrawna (nadaje się na paszę), rośnie w kwaśnym środowisku, nie ulega łatwo zanieczyszczeniu |
| Galdieria sp.         | do 50                  | 1-4           | 13                          | Wysoka tolerancja CO2 |
| Viridiella sp.        | 15-42                  | 2-6           | 2,9                         | Wysoka tolerancja na temperaturę i CO2, zawiera cząsteczki oleju wewnątrz komórek                                               |
| Synechococcus lividus | 40-55                  | do 8,2        | 8                           | Tolerancja na wysoką temperaturę i stężenia CO2                                                                                 |

## Koszty i produkty
Wydajność procesu zależy w głównej mierze od gatunku wykorzystywanych mikroorganizmów, zastosowanej koncentracji dwutlenku węgla, warunków operacyjnych oraz konfiguracji reaktorów. Stężenie CO2 jest jedną z najważniejszych zmiennych, ponieważ ma wpływ na pH i limituje wzrost biomasy. Większość PBR osiąga wydajność wiązania CO2 na poziomie 30%, ale np. Chlorella i Scenedesmus w określonych warunkach są w stanie osiągnąć wydajność na poziomie 90%.
Do kosztów związanych z instalacją produkującą biomasę glonową zalicza się: inwestycje w systemy hodowlane, transport gazu, dyfuzory, mechanizm oddzielania biomasy oraz koszty eksploatacyjne (w tym koszt dostarczania substancji odżywczych i energii elektrycznej). Po stronie zysków znajduje się sprzedaż oraz wykorzystanie in situ biomasy. Może ona zostać wykorzystana do produkcji biopaliw (bioetanol, biodiesel, biogaz), substratów dla przemysłu chemicznego, kosmetycznego, spożywczego, pasz, produktów spożywczych, leków, kosmetyków, nawozów oraz innych substancji chemicznych dla przemysłu.

## Firmy rozwijające technologię
Do firm zajmujących się rozwojem i praktycznym wdrażaniem sekwestracji dwutlenku węgla z wykorzystaniem glonów należą:
- A2BE Carbon Capture, LLC;
- Glenturret Whisky distillery
- Trident Exploration,
- RWE Energy
- Pond biofuels
- NRG Energy
- Eni Technologies
- General Electric
- Solix Biofuels Inc.
- Seambiotic
- Cequesta Ltd.
- Stellarwind Bio Energy, LLC
- Kent SeaTech Corporation
- SarTec Corporation
- Carbon Capture Corporation
- Arizona Public Service Co
- ENN Group Co., Ltd
- BioCentric Energy Algae, LLC
- Linc Energy
- MBD Energy

## Możliwość wykorzystania technologii w Polsce
Technologia sekwestracji dwutlenku węgla z wykorzystaniem glonów jest obecnie intensywnie rozwijana przez ośrodki badawcze na całym świecie. W Polsce w stosunku do kilku elektrowni nie spełniających wymogów limitu emisji dwutlenku węgla oraz innych substancji rozważa się modernizację lub całkowite wyłączenie z eksploatacji. Jako kraj pozyskujący większość energii cieplnej i elektrycznej ze spalania paliw kopalnych, Polska potencjalnie mogłaby uzyskać istotne redukcje emisji dwutlenku węgla w wyniku wdrożenia tej technologii. Główne problemy na tej drodze stanowią: brak gotowych rozwiązań technologicznych, warunki klimatyczne oraz opłacalność.
Technologia może być wykorzystywana we wszystkich zakładach emitujących dwutlenek węgla, np. w: hutach, cementowniach, rafineriach, cukrowniach, gorzelniach, zakładach przemysłu chemicznego, papierniczego, nawozów sztucznych itp.
Chociaż ilość wyemitowanego węgla w procesie spalania biomasy bilansuje się z ilością wykorzystaną w procesie fotosyntezy, to pierwotnym źródłem węgla procesu są paliwa kopalne, co czyni go mniej przyjaznym dla środowiska, niż inne odnawialne źródła energii.